# La Sarrosa
La Sarrosa är en ort i Honduras.   Den ligger i departementet Departamento de Yoro, i den västra delen av landet, 140 km nordväst om huvudstaden Tegucigalpa. La Sarrosa ligger 666 meter över havet och antalet invånare är 2 188.
Terrängen runt La Sarrosa är kuperad åt sydväst, men åt nordost är den bergig. Runt La Sarrosa är det glesbefolkat, med 17 invånare per kvadratkilometer. Närmaste större samhälle är El Progreso, 18,8 km norr om La Sarrosa. Omgivningarna runt La Sarrosa är en mosaik av jordbruksmark och naturlig växtlighet.